# European Film Awards 2006
La 19ª edizione della cerimonia di premiazione dei European Film Awards si è tenuta il 2 dicembre 2006 al Varsavia, Polonia e presentata da Sophie Marceau e Maciej Stuhr.

## Vincitori e candidati
Vengono di seguito indicati in grassetto i vincitori.
Ove ricorrente e disponibile, viene indicato il titolo in lingua italiana e quello in lingua originale tra parentesi.
Miglior film
- Le vite degli altri (Das Leben der Anderen), regia di Florian Henckel von Donnersmarck ( Germania)
- Breakfast on Pluto, regia di Neil Jordan ( Regno Unito/ Irlanda)
- Il segreto di Esma (Grbavica), regia di Jasmila Žbanić ( Bosnia ed Erzegovina)
- The Road to Guantanamo, regia di Michael Winterbottom e Mat Whitecross ( Regno Unito)
- Volver, regia di Pedro Almodóvar ( Spagna)
- Il vento che accarezza l'erba (The Wind That Shakes the Barley), regia di Ken Loach ( Irlanda)

Miglior attore
- Ulrich Mühe - Le vite degli altri (Das Leben der Anderen)
- Silvio Orlando - Il caimano
- Jesper Christensen - Gli innocenti (Drabet)
- Mads Mikkelsen - Dopo il matrimonio (Efter brylluppet)
- Patrick Chesnais - Je ne suis pas là pour être aimé
- Cillian Murphy - Il vento che accarezza l'erba (The Wind That Shakes the Barley) e Breakfast on Pluto (Breakfast on Pluto)

Miglior attrice
- Penélope Cruz - Volver
- Mirjana Karanović - Il segreto di Esma (Grbavica)
- Martina Gedeck - Le vite degli altri (Das Leben der Anderen)
- Nathalie Baye - Le Petit Lieutenant
- Sandra Hüller - Requiem
- Sarah Polley - La vita segreta delle parole (La vida secreta de las palabras)

Miglior regista
- Pedro Almodóvar - Volver
- Susanne Bier - Dopo il matrimonio (Efter brylluppet)
- Florian Henckel von Donnersmarck - Le vite degli altri (Das Leben der Anderen)
- Emanuele Crialese - Nuovomondo
- Michael Winterbottom e Mat Whitecross - The Road to Guantanamo
- Ken Loach - Il vento che accarezza l'erba (The Wind That Shakes the Barley)

Miglior rivelazione
- Géla Babluani - 13 Tzameti

Miglior sceneggiatura
- Florian Henckel von Donnersmarck - Le vite degli altri (Das Leben der Anderen)
- Corneliu Porumboiu - A Est di Bucarest (A fost sau n-a fost?)
- Pedro Almodóvar - Volver
- Paul Laverty - Il vento che accarezza l'erba (The Wind That Shakes the Barley)

Miglior fotografia
- José Luis Alcaine - Volver
- Barry Ackroyd - Il vento che accarezza l'erba (The Wind That Shakes the Barley)
- Timo Salminen - Le luci della sera (Laitakaupungin valot)
- Roman Osin - Orgoglio e pregiudizio (Pride & Prejudice)

Miglior scenografia
- Pierre Pell e Stéphane Rosenbaum - L'arte del sogno (La science des rêves)

Miglior colonna sonora
- Alberto Iglesias - Volver
- Gabriel Yared e Stéphane Moucha - Le vite degli altri (Das Leben der Anderen)
- Dario Marianelli - Orgoglio e pregiudizio (Pride & Prejudice)
- Tuomas Kantelinen - Due madri per Eero (Äideistä parhain)

Miglior documentario
giuria: Adela Peeva (Bulgaria), Thomas Riedelsheimer (Germania) e Dorota Roszkowska (Polonia)
- Il grande silenzio (Die Große Stille), regia di Philip Gröning
- 37 Uses for a Dead Sheep, regia di Ben Hopkins
- La casa de mi abuela , regia di Adán Aliaga
- Dreaming by Numbers, regia di Anna Bucchetti
- Maradona, un gamin en or, regia di Jean-Christophe Rosé
- Moadon beit hakvarot, regia di Tali Shemesh
- Rybak i tantsovshitsa, regia di Valeriy Solomin
- Unser täglich Brot, regia di Nikolaus Geyrhalter

Miglior cortometraggio
- Before Dawn, regia di Bálint Kenyeres
- Aldrig som första gången!, regia di Jonas Odell
- By the Kiss, regia di Yann Gonzalez
- El cerco, regia di Ricardo Íscar e Nacho Martín
- Comme un air, regia di Yohann Gloaguen
- Delivery, regia di Till Nowak
- For intérieur, regia di Patrick Poubel
- The Making of Parts, regia di Daniel Elliott
- Meander, regia di Joke Liberge
- Pistache, regia di Valérie Pirson
- Sniffer, regia di Bobbie Peers
- Sretan put Nedime, regia di Marko Santic
- Vincent, regia di Giulio Ricciarelli
- Zakaria, regia di Gianluca e Massimiliano De Serio

Premio FIPRESCI
- Les amants réguliers, regia di Philippe Garrel ( Francia)

Premio del pubblico al miglior film europeo
- Volver, regia di Pedro Almodóvar
- Le mele di Adamo (Adams æbler), regia di Anders Thomas Jensen
- Le particelle elementari (Elementarteilchen), regia di Oskar Roehler
- L'Enfant - Una storia d'amore (L'Enfant), regia di Jean-Pierre e Luc Dardenne
- Joyeux Noël, regia di Christian Carion
- La marcia dei pinguini (La marche de l'empereur), regia di Luc Jacquet
- Oliver Twist, regia di Roman Polański
- Paradise Now, regia di Hany Abu-Assad
- Orgoglio e pregiudizio (Pride & Prejudice), regia di Joe Wright
- Romanzo criminale, regia di Michele Placido
- Una cosa chiamata felicità (Štěstí), regia di Bohdan Sláma
- Wallace & Gromit: La maledizione del coniglio mannaro (Wallace & Gromit in The Curse of the Were-Rabbit), regia di Steve Box e Nick Park

Premio alla carriera
- Roman Polański /

Miglior contributo europeo al cinema mondiale
- Jeremy Thomas